# Caccia
Caccia – włoska forma wokalna, odpowiednik francuskiego chace, popularna od epoki trecenta do XVI wieku, związana tematycznie z polowaniem poprzez wykorzystanie licznych onomatopei. Zwykle w formie kanonu  z akompaniamentem instrumentów dętych, zwłaszcza rogów. 
Wśród twórców caccii znajdowali się m.in.: Gherardello da Firenze, Lorenzo da Firenze, Vincenzo da Rimini, Francesco Landini i Niccolò da Perugia.